# Henryk Wieniawski
Pour les articles homonymes, voir Wieniawski.
Henryk Wieniawski, né le 10 juillet 1835 à Lublin (Pologne) et mort le 31 mars 1880 à Moscou, est un violoniste, pédagogue et compositeur polonais.

## Biographie

### Un enfant prodige
Henryk Wieniawski est né dans une famille juive polonaise très cultivée. Son père, un chirurgien renommé, et sa mère, Regina Wolff-Wienawska, une très bonne pianiste, aimaient recevoir des artistes et des écrivains et organiser dans leur maison de la place du Marché des concerts et des rencontres littéraires. Ce climat intellectuel familial est propice au développement artistique de Henryk et de ses deux frères, Julian, l'aîné, qui deviendra écrivain et Józef, le cadet, qui sera un excellent pianiste. Son neveu Adam Tadeusz Wieniawski sera également compositeur.
Henryk est un enfant prodige. Il commence sa formation avec Jan Hornziel et Stanisław Serwaczyński. En 1843, âgé à peine de huit ans, sur les conseils de son oncle Edouard Wolff, un frère de sa mère qui vit à Paris, il entre au Conservatoire de Paris pour y étudier le violon dans la classe de Lambert-Joseph Massart. Il y termine ses études trois ans plus tard en remportant à l'âge de 11 ans le premier prix de violon. Il est le plus jeune lauréat du Conservatoire. Le jeune Henryk continue à suivre l'enseignement de Joseph Massart, son professeur, pendant deux années. Tout jeune violoniste, il donne pendant deux mois quelques concerts à Saint-Pétersbourg, dans les pays baltes et à Varsovie avant de reprendre à Paris en 1849 des études de composition au Conservatoire dans la classe d'Hippolyte Colet. Il achève définitivement ses études l'année suivante, en 1850, à l'âge de 15 ans.

### Une vie brève de concertiste, de professeur et de compositeur
En 1850, le jeune musicien entame sa carrière de concertiste en jouant avec son frère Józef et se produit avec lui jusqu'en 1855 en Russie et dans plusieurs villes européennes. Il se produit seul ensuite et joue à Bruxelles, Londres, Paris... où il rencontre chaque fois un vif succès. En 1859, il est nommé premier violon à la cour du Tsar à Saint-Pétersbourg et soliste de la Société Musicale Russe qui, grâce aux efforts conjugués de plusieurs grands musiciens dont Henryk Wieniawski, devient le prestigieux Conservatoire de Saint-Pétersbourg. Le Conservatoire est inauguré le 20 septembre 1862 : le pianiste Anton Rubinstein en devient le premier directeur et le premier professeur de piano et Henryk Wienawski le premier professeur de violon à l'âge de vingt-sept ans. Henryk Wieniawski mène de front une triple activité de concertiste virtuose, de professeur et de compositeur. Il s'impose comme un violoniste de haut niveau, à l'égal de Joseph Joachim, son aîné ou de Pablo de Sarasate, son cadet. Il s'est intéressé très tôt à la composition pour le violon et publie en 1847 sa première œuvre Grand caprice fantastique, dédiée à son professeur Lambert Joseph Massart. C'est le début d'un catalogue de vingt-quatre œuvres dont deux concertos et plusieurs pièces d'exécution virtuose (Polonaise, Légende, Scherzo-tarentelle, Souvenir de Moscou... ). En écrivant Légende, il vaincra la résistance des parents de sa future épouse qui étaient opposés au mariage des jeunes gens. Il épouse Isabella Bessie Hampton en 1860 et ils auront sept enfants.
De 1862 à 1867, il est altiste du Quatuor Ernst tout en poursuivant son enseignement au Conservatoire de Saint-Pétersbourg. Dans sa fonction d'enseignant de 1860 à 1872 au conservatoire, il participa à la naissance de l'école de violon russe dont l'éclosion est due au violoniste hongrois Leopold Auer qui y enseigna de 1868 à 1917.
Entre 1872 et 1874, il séjourne aux États-Unis où il donnera avec Anton Rubinstein 215 concerts en 8 mois. À son retour en Europe en 1874, Henryk Wieniawski enseigne deux années au Conservatoire de Bruxelles en succédant à Henri Vieuxtemps. Il a alors Eugène Ysaÿe comme élève.
Il meurt en 1880, à Moscou, d'un infarctus. Ses funérailles ont lieu à Varsovie où une foule immense de quarante mille personnes suit son enterrement. Il repose au cimetière de Powązki à Varsovie.
Le concours international de violon Henryk-Wieniawski est organisé tous les cinq ans depuis 1935 en Pologne, à Varsovie, puis en 1952 à Poznań.
L'aéroport international de Poznań, en Pologne, porte son nom.

## Compositions

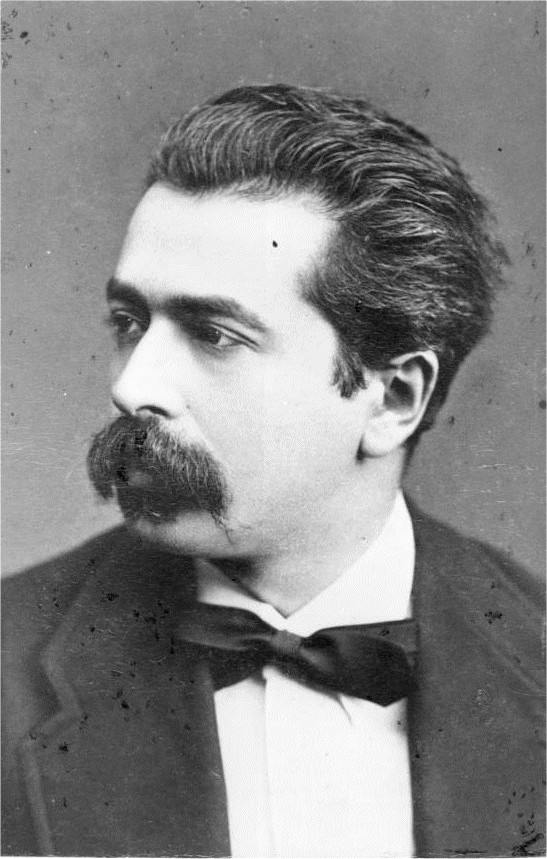
Henryk Wieniawski.

- Op.1 Grand caprice fantastique sur un thème original, pour Joseph Massart (1847),
- Op.2 Sonate, allegro et presto pour violon et piano concertant, pour Stanislaus Moniuszko,
- Op.3 Souvenir de Poznan (Posen), mazurka en ré mineur, Jeanette de Niemojewska (1854),
- Op.4 Première polonaise de concert en ré majeur, Karol Lipinski (1852),
- Op.5 Adagio élégiaque en la majeur, Adolf Haaren (1852) composé avec son frère Jozef,
- Op.6 Souvenir de Moscou, transcriptions de deux romances russes et variations (1853),
- Op.7 Capriccio-valse en mi majeur (1852),
- Op.8 Grand duo polonais, pour violon et piano concertant (1852),
- Op.9 Romance sans paroles et Rondo élégant, Maximilien de Bavière (1852),
- Op.10 L'école moderne, études-caprices pour violon solo, pour Ferdinand David (1854) (Le Sautillé en do mineur, La Vélocité en si majeur, L'étude en ré majeur, Le Staccato en la majeur, Alla Saltarella en mi bémol majeur, Prélude en si mineur, La Cadenza en la bémol majeur, Le Chant du Bivouac en la majeur),
- Op.11 Le Carnaval russe, improvisations et variations pour le tsar Nicolas Ier (1853),
- Op.12 2 mazurkas : La Champêtre (1850?) et Chanson polonaise (1853),
- Op.13 Fantaisie pastorale (1853), morceau perdu
- Op.14 1er Concerto pour violon en fa dièse mineur, pour le roi de Prusse (1852),
- Op.15 Thème original varié (1854),
- Op.16 Scherzo-tarentelle en sol mineur, pour Lambert Massart (1855),

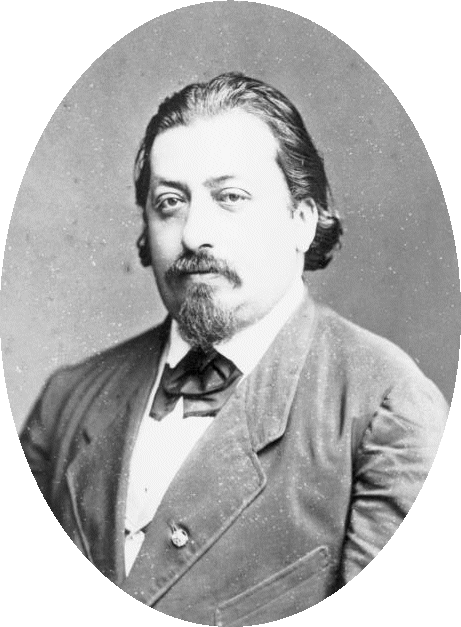
Henryk Wieniawski

- Op.17 Légende, Isabel Hampton (pour sa future épouse) (1859),
- Op.18 Études-Caprices pour 2 violons (1862),
- Op.19 2 mazurkas caractéristiques : Obertass et le Ménétrier (1860),
- Op.20 Fantaisie brillante sur Faust, opéra de Charles Gounod (1866),
- Op.21 Polonaise brillante en la majeur, pour Charles XV, roi de Norvège et Suède (1870),
- Op.22 2e Concerto pour violon en ré mineur, dédié à Pablo de Sarasate (1870),
- Op.23 Gigue en mi mineur,
- Op.24 Fantaisie orientale en la mineur,
- 3e Concerto pour violon en la mineur (1878),
- Cadence pour le concerto n° 7 de Rode, (1848),
- Cadence pour le concerto n° 2 de Lipiński (1850),
- Cadence pour le concerto de Mendelssohn (1853),
- Cadence pour le concerto de Beethoven (1854),
- Cadence pour le concerto n° 5 de Vieuxtemps (1864),
- Cadence pour le concerto de Ernst (1860),
- Fantaisie sur un thème de l'opéra Le Prophète de Meyerbeer (1848),
- Fantaisie sur un thème de l'opéra Richard Cœur de Lion de Gretry (1851),
- Fantaisie sur un thème de l'opéra La Sonnambula de Bellini (1855),
- Kujawiak pour violon seul,
- Rêverie pour alto et piano,
- Rozumiem (j'ai compris) pour voix et piano (poème de Dionizy Minasowicz),
- Transcription de La Nuit, romance d'Antoni Rubinstein,
- Les Arpèges, variations sur l'hymne autrichien.
- Sonate en ré mineur pour violon et piano